# Konsumgesellschaft

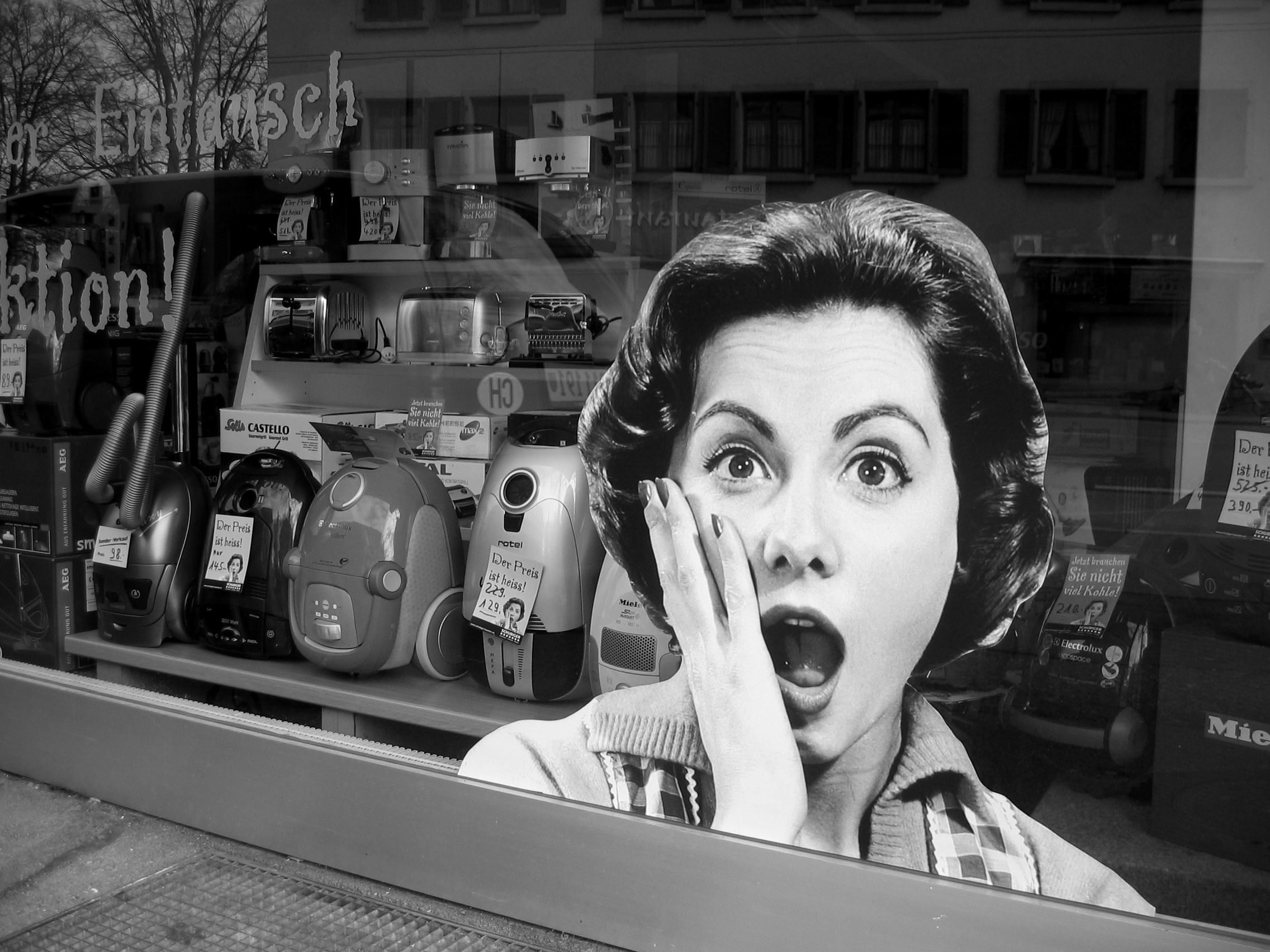
Schaufenster eines Elektrohaushaltswarengeschäfts in St. Gallen, Schweiz

Der Begriff Konsumgesellschaft bezeichnet in den Humanwissenschaften Gesellschaften, in denen die Befriedigung möglichst vieler Bedürfnisse nur durch Konsum gegen entsprechende Bezahlung möglich ist.
Diese Begriffsbestimmung wird von einer bewertenden Verwendung flankiert. Dabei umschreibt der Begriff verschiedene Aspekte moderner Lebensstile in industrialisierten Staaten, z. T. in kritischer oder abwertender Absicht. Ähnlich verwendet werden die Begriffe Überflussgesellschaft, Wohlstandsgesellschaft oder auch Wegwerfgesellschaft. Gemeint ist damit meist eine Gesellschaft, die durch die industrielle Massenproduktion von kurzlebigen Wegwerfprodukten geprägt ist, so dass originäre Gebrauchsgüter wie Verbrauchsgüter behandelt werden. Eine zielgerichtete Werbung „legitimiert“ dieses Verhalten (z. B. durch Anreize zum Eintausch eines alten Handys gegen ein neues).
Verschiedene weltanschauliche und fachliche Standpunkte vertreten konsumkritische Sichtweisen:
- sozialistische Kreise (Schlagworte: Warenfetischismus und Entfremdung, Konsumkapitalismus)
- Lager der Ökologiebewegung (Schlagworte: Ressourcenverschwendung, Umweltverschmutzung und mangelnde Nachhaltigkeit)
- unterschiedlichste religiöse Richtungen (Schlagwort z. B.: „Tanz um das goldene Kalb“)
- Nach Ansicht von Psychologen und Soziologen kann übermäßiger Konsum zu Psycho- und Sozialpathologien führen. Die Verbreitung von Süchten – stoffgebundenen (z. B. Alkoholsucht) sowie stoffungebundenen (z. B. Kaufsucht) – seien Indikatoren dafür.
- Der indigene US-amerikanische Historiker Jack Forbes vergleicht den Konsum mit dem Kannibalismus: Der Konsument verhalte sich ganz ähnlich wie der Kannibale, indem er „die Dinge verzehrt“, um sich ihre „Macht“ einzuverleiben. Im Gegensatz zum Kannibalismus gleiche der moderne Konsument jedoch einem Süchtigen, dessen Habgier, Lüsternheit und Materialismus keinen Unterschied mehr mache, was er verzehrt. Er konsumiere demnach nicht nur Dinge, sondern im weitesten Sinne auch Mitmensch und Umwelt.[2] Forbes’ Interpretation der Konsumgesellschaft hat auch Einfluss auf die moderne Kulturkritik.[3]

Der Medien- und Kommunikationstheoretiker Norbert Bolz vertritt dagegen die Ansicht, dass eine globale Konsumgesellschaft die Welt befrieden könne.

## Merkmale einer Konsumgesellschaft
1. Rapide Vermehrung der für Geld erhältlichen Güter durch Anstieg der Arbeitsproduktivität bei gleichzeitiger Standardisierung der Produkte und zunehmender Einflussnahme der Verbraucher auf Art und Menge der produzierten Güter (Konsumnachfrage).
2. Zunehmende Konsumorientierung in der Gesamtgesellschaft, differenziert nach Art und Menge der konsumierten Güter (schichtenspezifische Konsumstandards).
3. Tendenzielle Lenkung des Konsums durch große marktbeherrschende Unternehmen: Nach J. K. Galbraith ist die Konsumentensouveränität durch Macht eingeschränkt.
4. Die Integration der Konsumenten durch die Weckung und Überformung von Bedürfnissen (siehe Die geheimen Verführer von Vance Packard; Manipulation laut Herbert Marcuses Buch Der eindimensionale Mensch) und durch marktmäßige Befriedigungsformen.
5. Durch Werbung werden in der Warenwelt Marken generiert und Markenprodukte angeboten, deren Erscheinungsbild oftmals nichts mehr mit der Herstellung und dem Gebrauch der Produkte zu tun hat.
6. Produkte dienen als Sinnvermittler und Geschmackssphäre, sozial-demonstrativer Konsum wird zum Statussymbol.
7. Die Betonung von Freizeit gegenüber der Arbeit. Die Aufmerksamkeit liegt mehr auf dem Konsumenten, weniger auf dem Produzenten.
8. Gelegentlich wird auch der ausgeweitete Sozialkonsum als Folge des steigenden Sicherheitsbedürfnisses und als Merkmal der Konsumgesellschaft gesehen.
9. Mit steigender Bildung und Einkommen zunehmende Markttransparenz (z. B. durch Warentests, Verbraucherverbände), Resistenzbildung gegen Werbung und Entstehung von Käufermärkten.
10. Eine ambivalente Einstellung gegenüber dem Konsum, Konsumkritik bzw. die Ablehnung übermäßigen Konsums gelten auch als Merkmal einer Konsumgesellschaft.[4]

## Trickle-down-Effekt
Unter „Trickle-down-Effekt“ versteht man die Durchsickerungsprozesse, bei denen sich im Falle der Konsumgesellschaft ehemalige Luxusprodukte und höherwertige Konsumgüter von den oberen auf die unteren Gesellschaftsschichten verbreiten und so zu einer allgemeinen Verbesserung der Konsum- und Lebensverhältnisse beitragen.
Ein Beispiel hierfür ist die Verbreitung von Baumwollkleidung in Deutschland. Diese wurde zunächst im Ausland angebaut und verarbeitet. Sie musste unter hohen Aufwand und Kosten importiert werden, sodass sie für niedere Gesellschaftsschichten nicht erhältlich waren. Erst durch den technologischen Fortschritt der Industrialisierung konnte im größeren Maße und kosteneffizienter produziert werden, was zur Verbreitung von Baumwollkleidung führte.

## Engel’sches Gesetz
Ernst Engel (1821–1896) war ab 1860 Direktor des Königlich Preußischen Statistischen Büros und beschäftigte sich vor allem mit Statistiken zum Konsum und zur Demographie. Das von ihm aufgestellte Gesetz beschreibt eine Gesetzmäßigkeit, wonach der Anteil des Einkommens, den ein Privathaushalt für die Ernährung ausgibt, mit steigendem Einkommen sinkt. Dieses überschüssige Einkommen steht dann zum Konsum und damit zur Befriedigung von über die Grundbedürfnisse hinausgehende Bedürfnisse zur Verfügung.

## Konsumgesellschaft in der Soziologie
Die Soziologie beobachtet eine gesellschaftliche Neubewertung des Konsums in der Moderne: Während er in vormodernen Zeiten noch überwiegend verurteilt wurde und Sparsamkeit als hohe Tugend galt, wurde er ab Anfang des 20. Jahrhunderts allmählich immer positiver konnotiert. Mit dem Aufkommen des Neoliberalismus ab den 1980er Jahren wurde der Konsument in den Industrienationen zum „Held der Stunde“ stilisiert, der durch seine Ausgaben und das Aufnehmen von Krediten Wirtschaftswachstum garantiere. Daher wurden politische Entscheidungen (etwa im Thatcherismus) vermehrt darauf ausgerichtet, den Individuen möglichst alle Konsummöglichkeiten offen zu halten.
In einer Konsumkultur können die meisten Menschen ihre Grundbedürfnisse ohne Probleme decken. Der Kauf von Produkten dient damit nicht mehr nur dem eigenen Überleben, sondern wird auch als ein Ausdruck von Freiheit gesehen und kann ein Mittel zur sozialen Abgrenzung darstellen. Der Akt des Auswählens erhält damit eine höhere Bedeutung als das ausgewählte Gut selbst. Zudem eröffnet sich für die Individuen die Möglichkeit, ihre eigene Identität über den Konsum bestimmter Waren zu definieren, die dann als Statussymbole dienen. In der heutigen Zeit wird daher häufig versucht, die eigene Einzigartigkeit durch ein einzigartiges Konsumverhalten zu betonen.
Kritisch wird zuweilen angemerkt, dass die ständige Ermöglichung aller erdenklichen Konsummöglichkeiten zu einem Verlust der Affektkontrolle führe. Laut Philipp Lepenies geht in aktuellen Konsumgesellschaften das Verständnis dafür, nicht immer das zu dürfen, was man gerade möchte, verloren. Die aktuell häufig zu vernehmende Ablehnung von Verboten als vermeintliche Beschneidung individueller Freiheiten sei hierfür ein gutes Beispiel.

## Konsumgesellschaft in der Kunst
In der Kunst spiegelte sich die Konsumgesellschaft u. a. in der Pop-Art wider, die die Erscheinungen der alltäglichen Konsumwelt thematisiert und abbildet bzw. mit vorgefundenen fertigen Objekten (etwa als Readymades) arbeitet. Sie kritisiert die Erscheinungen der bunten Warenwelt nicht notgedrungen – zum Teil ist zunächst uneindeutig, ob sie das ironisiert, kritisiert oder ob Arbeiten der Pop-Art sogar affirmativ wirken. Künstler wie Andy Warhol kritisierten die Konsumgesellschaft nicht, sie bejahten hemmungslos, teils grotesk:

„Als ich mal viel Geld hatte, bin ich sofort losgeschossen und habe meinen ersten Farbfernseher gekauft. Die Werbung für den ‚strahlenden Möbelglanz’ in schwarzweiß machte mich verrückt. Ich dachte, wenn ich die Werbung in Farbe sähe, würde vielleicht alles neu aussehen und ich bekäme wieder mehr Lust zum Einkaufen.“